# The Motivation Proclamation
«The Motivation Proclamation» es el segundo sencillo tomado del primer álbum de Good Charlotte, Good Charlotte.

## Listado de canciones
1. "The Motivation Proclamation"
2. "If You Leave"

## Vídeo Musical
El vídeo fue dirigido por Marc Webb. Consiste en la banda despertándose en una casa, y haciendo cosas usuales de la mañana (comiendo cereal, tomando agua, etc). Por los últimos treinta o cuarenta segundos la banda ha terminado de poner sus equipos en el living y comienzan a tocar, sólo para terminar la canción.

## Información
- La parte preferida que le gusta a Joel del vídeo es Benji comiendo Lucky Charms.
- Secuencias de Undergrads son mostradas en la televisión durante el vídeo, editado para que pareciera los personajes que están cantando la canción. MTV quería que la banda incluyera las escenas porque Good Charlotte presentó el tema principal del show.